# Яковенко, Яков Григорьевич
Яков Григорьевич Яковенко (1838—1890) — русский медик, военный врач; доктор медицины.

## Биография
Яков Яковенко родился 23 октября 1838 года в семье купца. Высшее медицинское образование он получил в Императорском Харьковском университете, по окончании курса в котором в 1862 году со степенью лекаря поступил на службу полковым врачом и ординатором в Уяздовский госпиталь, где оставался до 1871 года. 
В 1871 году Яков Григорьевич Яковенко, по защите при родном университете диссертации, был удостоен степени доктора медицины и вслед за этим приглашен в качестве заведующего больницей при Карловском имении Великой княгини Екатерины Михайловны.
После восьмилетней службы в имении Великой княгини в 1879 году Я. Г. Яковенко получил место старшего врача в Харьковской Александровской больнице, где он и работал до самой смерти. 
Яковенко принадлежит труд «О фармакологическом значении сурьмы в рвотном камне» (СПб., 1871 год), представленный им для соискания степени доктора медицины.
Яков Григорьевич Яковенко скончался 12 сентября 1890 года в городе Харькове.